# Брусиловський Єфрем Мойсейович
Брусиловський Єфрем Мойсейович (1854, Залізне (нині Нью-Йорк), Донецька область — 1933, Одеса) — український ревматолог, бальнео- і фізіотерапевт, лиманознавець. Професор, доктор медичних наук.

## Біографія
Єфрем Брусилівський народився в сім'ї дрібного службовця волосної управи села Залізне Бахмутського повіту Катеринославської губернії (нині селище Нью-Йорк Торецької міської громади Донецької області України).
Після закінчення із золотою медаллю гімназії в Таганрозі вступив до Медико-хірургічної академії в Санкт-Петербурзі, яку закінчив у 1882 році з вищої похвалою. З 1883 року приступив до роботи в Одесі лікарем грязелікарні на Куяльницькому курорті. Тут він вивчав лікувальні грязі і озерну ропу, взяв активну участь у розробці проекту майбутньої грязелікарні (яка стала для того часу найбільшою і найкращою в Росії з постановки грязелікування).
У цей час з'являються перші друковані роботи Єфрема Брусилівського по бальнеології.
З 1900-х років у Є. М. Брусиловського з'являється особливий інтерес до захворювань суглобів, результатом чого стали його численні наукові роботи, у числі яких «Значення рентгенографії при диференціальному розпізнаванні деяких хвороб суглобів» (у співавторстві з Л. Б. Бухштабом) — одна з перших у Росії робіт в області рентгенології.
У перші роки Радянської влади Єфрем Мойсейович Брусилівський стає завідувачем санаторно-лікувального відділу Одеського санаторно-курортного управління, потім завідувачем наукового відділу курортного управління міста. Він організовує і особисто очолює наукову комісію при курортному управлінні для вивчення природних лікувальних багатств Одеси та її районів. У 1919 році Єфрем Мойсейович організував в Одесі першу в Україні бальнеологічну виставку, реорганізовану в 1920 році в бальнеологічний музей. У 1925 році заснував і очолив артрологічну клініку, реорганізовану в 1928 році у Всеукраїнський бальнеологічний інститут (пізніше Одеський науково-дослідний інститут курортології, нині Український науково-дослідний інститут медичної реабілітації та курортології). Він займається розробкою ефективних методів грязелікування при захворюваннях опорно-рухового апарату різного походження, запропонувавши для підвищення ефективності комбіноване застосування лікувальної грязі із специфічною і неспецифічною терапією.
Ім'я Є. М. Брусиловського було присвоєно одному з санаторіїв в Одесі.

## Основні наукові праці
- Е. М. Брусиловський. Хвороби рухового та підтримного апарату і лікування їх. Одеса: ДВОУ, Медичне видавництво. 1934[1]
- Брусиловский Ефрем Моисеевич, Бухштаб Лазарь Борисович. Значение рентгенофотографии при дифференциальном распознавании некоторых болезней суставов: (С 1 фототип. табл.). (рос.)
- Брусиловский Ефрем Моисеевич. Лечение хронического сочленовного ревматизма. (рос.)
- Брусиловский Ефрем Моисеевич. Одесские лиманы и их лечебные средства.(рос.)
- Брусиловский Ефрем Моисеевич. Ревматизм, его причины, проявления, лечение и предупреждение.(рос.)
- Брусиловский Ефрем Моисеевич. Исторический очерк развития бальнеологии и гидрологии в связи с общим прогрессом медицины.(рос.)
- Брусиловский Ефрем Моисеевич, Ясиновский М. А. Геморрагические диатезы и лиманотерапия.